# 東武クハ101形電車
東武クハ101形電車（とうぶクハ101がたでんしゃ）は、かつて東武鉄道に在籍した電車。木造客車の台枠を流用して1941年（昭和16年）および1943年（昭和18年）の二度にわたって新製されたものであり、その出自から「第一次鋼体化形」とも称される。
本項では同形車のサハ101形、および本形式同様木造客車の台枠流用で戦後に新製されたサハ80形・クハ500形「第二次鋼体化形」といった、木造客車の鋼体化によって新製された各形式について述べる。

## 概要
当初は蒸気鉄道として開業した東武鉄道においては、旅客輸送用途に供するため多数の木造客車が在籍していた。その後、1924年（大正13年）10月に伊勢崎線浅草（初代・現在のとうきょうスカイツリー） - 西新井間が電化されたことを皮切りに順次電化区間が増加し、旅客輸送の主力が電車へ移行すると、これら客車は1928年（昭和3年）より各種引き通し線を設置し付随車（サハ）に改造の上、電車編成の中間に組み込んで運用された。
最終的には全48両の客車改造サハが誕生したが、これらは最も古いものでは大正初期に落成した高経年の老朽木造車であったことから、それらの台枠を流用して本格的な電車へ改造することが計画された。こうして誕生したのが本形式を始めとする鋼体化車両群である。戦局の激化や終戦直後の混乱等で一時中断された時期はあったものの、1951年（昭和26年）までに全47両が誕生し、輸送力増強や旅客サービス向上に貢献した。
なお、これら一連の鋼体化車両は一部車両を除いて改造名義で竣功している。

## 各形式詳細

### クハ101形・サハ101形
- クハ101 - 109（クハ101 - 103は2代）
- サハ101 - 104

前述のように、本形式は1941年（昭和16年）および1943年（昭和18年）の二度にわたって新製されているが、1941年（昭和16年）にクハ101 - 107（クハ101 - 103は2代）・サハ101, 102が、1943年（昭和18年）にはクハ108, 109・サハ103, 104がそれぞれ日本車輌製造東京支店で落成した。種車となった車両は主に大正初期に天野工場（後の日本車輌製造東京支店）で製造されたグループであり、それらより台枠および台車を流用し、台枠から上を新製している点はサハ80形・クハ500形ともに同様である。
車体外観は当時新製されていたデハ10系に類似するが、旧台枠を流用した関係で妻面は平妻形状となり、全長は17,030mmと1,300mmほど短い。また、客用扉下部にステップを有するために一段下がった形状となっている当該部分および客用扉引き込み部分を除き、車体全周にわたって台枠が車体裾部より露出している点も異なる。ベンチレーターはデハ10系同様、おわん形を搭載し、屋根上左右にそれぞれ6個、計12個が二列配置されている。
クハは浅草寄りに片隅式運転室を有する片運転台車で、デハ10系や昭和2年 - 4年系以来の流儀に則って運転台を右側に設置し、貫通扉を挟んで逆側にトイレを設けている。窓配置はd2D8D3（d：乗務員扉, D：客用扉）であるが、乗務員扉は運転台部分にのみ設置され、逆側（トイレ側）には設置されていない。サハも浅草寄り車端部にトイレを有し、窓配置は3D8D3と、クハのトイレ側と同様である。
車内はクハ・サハとも扉間に片側5脚のボックスシートを配し、車端部をロングシートとしたセミクロスシート仕様である。ボックスシートはデハ10系のものと比較すると背ずりが薄く、シートピッチも1,440mmと300mm以上狭くされたほか、窓割りとシートピッチが一致していないなど、若干見劣りするものであった。室内灯は一般的な丸型グローブを取り付けた白熱灯仕様とされている。
なお、デハ10系で採用された特殊字体による切り文字車番表記は本形式にも受け継がれたが、クハ108, 109・サハ103, 104は当初からペンキ書きによる一般的な書体の車番表記に変更されたため、特殊字体による「9」表記は日の目を見ることなく幻に終わっている。
台車は種車より流用した軸距6フィート（≒1,829mm）の短軸雑形台車を装備したが、これは戦後間もなく省形釣り合い梁式台車TR11に全車交換されている。

### サハ80形
- サハ80 - 99

クハ101形・サハ101形の新製後は、鋼体化改造対象車は主に鉄道院基本形客車に準拠した中型客車を出自とする車両を残すのみとなっていたが、戦中から戦後にかけての混乱期においては輸送力確保が第一とされ、鋼体化改造は一旦休止されていた。その後、世相が落ち着きを見せ始めた1949年（昭和24年）より鋼体化が再開され、登場したのが本形式である。製造は日車東京支店および汽車製造で行われ、1950年（昭和25年）までに20両が新製された。
現車は全て鉄道省大型2AB車標準のUF12台枠を使用しており、サハ94 - 96については種車とされる「明治43年形」の震災復旧車両や長岡鉄道より購入した大正初期に製造された中古雑形客車が使用していた台枠とは仕様が合致しないが、同3両の製造に際しては国鉄から譲受した廃車発生品のUF12を利用して仕様の統一を図り、鋼体化改造は名目上に過ぎなかったものと推測される。
窓配置は3D8D3とサハ101形に準じているが、諸寸法は同時期に新製され、本形式同様台枠にUF12を採用した運輸省規格型モハ5300形・クハ330形に酷似しており、客用扉下部ステップを廃し車体全周にわたって台枠が車体裾部より露出している点も同様であった。また、ベンチレーターはガーランド形に変更され、屋根上中央部に6個一列に配置されている。
車内はオールロングシート仕様で、サハ101形同様浅草寄り車端部にトイレを有する。
台車は当初より全車TR11を装備した。

### クハ500形
- クハ500 - 523

戦後の鋼体化改造については、1950年（昭和25年）中途より設計変更が行われ、戦後初のクロスシート車として登場したのが本形式である。製造は日車東京支店・汽車製造・宇都宮車輌（後の富士重工業）の3社で行われ、1951年（昭和26年）までに24両が新製された。なお、本形式中クハ500 - 517は東武の客車を出自とする車両を種車とするが、クハ518 - 521は国鉄客車を種車とし、クハ522, 523については新製名義とされている（詳細は車歴参照）。
本形式も前述新製名義で誕生した2両を含む全車がUF12台枠を使用しているが、サハ80形と比較して車体長が90mm延長されている。また、本形式から車体幅が2,800mmに拡幅されたほか、クロスシートを搭載した関係で窓配置がd2D10D3と変更され、それに伴って側窓幅が670mmに縮小されている。ベンチレーターはサハ80形同様ガーランド形を採用し、屋根上中央部に6個一列に配置されている。
全車とも浅草寄りに運転室を有する片運転台車であるが、全室式運転室の採用および当初から運転台が左側に設置された点はいずれも東武では初のことであり、以降の新製車両に踏襲された。また、本形式から車体裾部が台枠下端まで下ろされるようになり、台枠が外から見えなくなってスマートな外観となった。
車内は扉間に片側5脚のボックスシートを配し、車端部をロングシートとしたセミクロスシート仕様である。前述のように側窓寸法が変更されているため、クハ（サハ）101形とは異なり窓割りとシートピッチは一致していた。また、トイレは連結面車端部に設置されている。
台車は当初サハ80形同様、全車TR11を装備したが、1951年（昭和26年）には全車を対象に台車交換が行われ、このうちクハ500 - 519は新規設計のウィングばね式台車に換装されている。

## 導入後の変遷
太平洋戦争の激化に伴い、クハ101形・サハ101形のクロスシートは1944年（昭和19年）に撤去され、全車ロングシート仕様に改造された。この状態で終戦および大改番を迎えることとなった。

### 大改番によるクハ101形・サハ101形の改番
1951年（昭和26年）に施行された大改番に際してはクハ101形はクハ240形へ、サハ101形はサハ70形へそれぞれ改称・改番された。なお、改番に伴ってクハ101 - 107・サハ101 - 102の特徴であった特殊字体の切り文字車番表記は廃された。
- クハ101 - 109 → クハ240 - 248
- サハ101 - 104 → サハ70 - 73

なお、サハ80形およびクハ500形については既に大改番における基準に準拠した形式称号を付与されていたことから、改番の対象外とされている。

### 優等列車運用
東上線における有料特急「フライング東上」号運行開始に伴い、当時東上線に配備されていたサハ70形73およびサハ80形99が1950年（昭和25年）に日車東京支店で車内の整備改造を施工され、モハ5450形5451・5454とともに専用車両として運用された。その後、同列車の定期列車化に伴って元特急用車両であったモハ5310形・クハ350形が転用されたため、サハ73およびサハ99は再び一般車へ格下げされている。
その他、サハ80形86 - 88は日光線急行（現在の快速に相当）運用に充当するため、1953年（昭和28年）から1955年（昭和30年）にかけて下半分ライトブルー、上半分クリームのツートンカラーに塗装変更された上でモハ5320形・クハ340形と編成された経歴を有する。
また、クハ500形505 - 507も同様に日光線急行運用に充当するため、1959年（昭和34年）に天井の鋼板化および室内灯の蛍光灯化を施工し、下半分ライトブルー、上半分クリームのツートンカラーに塗装変更された上で付随車（サハ）代用としてモハ5320形・クハ340形の編成に組み込まれて運用された経歴を有する。これらは後年編成を解かれた際、先頭車（クハ）として復帰している。

### クハ500形の53系編入
クハ550形（初代）を電装して誕生したモハ5320形およびモハ5800形（53系）と編成する制御車（クハ）として、ほぼ同一の外観を持つクハ500形が選ばれ、1951年（昭和26年）にクハ518 - 523が主幹制御器を交換し、クハ340形340 - 345と改称・改番されている。
さらに1962年（昭和37年）から1966年（昭和41年）にかけて、旧型車の荷電化改造による電動車の不足を補う目的で、クハ510 - 512・514の電動車化、および編成相手となるクハ505 - 509・513の主幹制御器交換が行われた。電装品についてはモハ5310形およびモハ5320形と共通とされ、制御器はCS5もしくは東洋電機製造製ES-567、主電動機は同じく東洋電機製造製TDK-528/9-HMを搭載し、パンタグラフは連結面寄りに1基搭載されている。なお、これに先立って電動車化対象となったクハ510 - 512・514とクハ450形450 - 452およびモハ3260形3264との間で台車交換が行われた。
また、これら10両のうち、デハ10系を出自とするモハ5310形5315・5316と編成されたクハ506・507（→クハ346・347）を除く8両はいずれも車内のロングシート化が施工され、電動車化された車両についてはトイレの撤去も同時に施工されている。
電動車化された車両はモハ5310形もしくはモハ5320形に、主幹制御器の交換が行われた車両についてはクハ340形もしくはクハ350形にそれぞれ編入された。なお、このようにモハ・クハともに二形式に分かれたのは、いずれも車番が同一番台内に収まり切らなかったための措置であり、仕様その他については何ら変わりはない。
これら改造の結果、最終的にクハ500形として残存したのはクハ500 - 504・515 - 517の8両のみとなった。
なお、これら他形式に編入されたクハ500形の変遷については東武モハ5320形電車項目を参照されたい。

### サハの先頭車（クハ）化改造
後年モハ・クハを1単位とした固定編成化の進捗に伴い、運転台を持たない付随車（サハ）であるサハ70形・サハ80形両形式は扱いにくい存在となりつつあった。そのため1954年（昭和29年）より、両形式に対して運転台新設工事が施工された。

#### サハ70形→クハ540形
1958年（昭和33年）にサハ70 - 72の車端部トイレを撤去して、その跡に運転室および乗務員扉を新設して先頭車化しクハ540形541 - 543と改称・改番された。新設された運転室は全室式で左側に設置されており、クハ500形の仕様を踏襲している。
遅れてサハ73も1961年（昭和36年）に先頭車化改造を施工されたが、こちらはトイレと逆側の車端部に運転室および乗務員扉を新設し、クハ544と改称・改番されて竣功している。これはクハ541 - 543が東上線所属であったのに対し、クハ544は本線所属であり、長距離運用を考慮してトイレを存置させたための措置であった。
なお、運転台新設後のサハ70形（クハ540形）は外観上クハ240形と酷似するが、新設された運転台側の妻面裾部が一段下がった形状とされたことのほか、当初より全室運転室仕様で竣功したことで、前面向かって左側側面の乗務員扉がクハ240形よりも若干車端部に寄せられている点がわずかに異なっていた。

#### サハ80形→クハ550形（2代）
1954年（昭和29年）にサハ80がクハ550形550（形式および車番は2代）に改造・改番されたことを皮切りに順次改造が行われ、1958年（昭和33年）2月のクハ567（旧サハ92）を最後に全車先頭車化された。改造内容は前述クハ544（サハ73）と同様、トイレとは逆側の車端部に運転室および乗務員扉を新設するものであったが、最後に竣功したクハ567 - 569のみ車端部トイレを撤去して、その跡に運転室および乗務員扉を新設して先頭車化されている。
前述クハ567 - 569およびクハ558 - 562・566は東上線所属車両であったため、先頭車化と同時にトイレが撤去されたものの、クハ550 - 557（クハ550 - 555は2代）・563 - 565は本線所属車両であったことからトイレは存置された。クハ558 - 562・566は旧トイレ部分の側窓が645mm幅のままとされている点が特徴であった。
なお、改造はクハ550 - 562については日車東京支店で施工されたが、クハ563 - 566は日本電装で、クハ567 - 569は富士重工業でそれぞれ施工されている。

### クハ240形の改造
戦中に座席のロングシート化改造を施工された以外は比較的原形を保ったまま運用されていたが、東上線所属のクハ240 - 246については戦後順次トイレを撤去する改造が施工された。さらに1960年（昭和35年）からはトイレの撤去跡に乗務員扉を新設し、併せて運転室の全室化および運転台の左側への移設が行われている。
これら改造は本線所属のクハ247にも施工されたが、同じく本線に所属するクハ248については、トイレを存置した上で元の運転台および乗務員扉を完全に撤去し、反対側の車端部に新たに全室式運転室および乗務員扉を新設する形で運転室の全室化が行われた。

### クハ550形の体質改善工事
モハ5200形と編成されていたクハ560 - 562について、1966年（昭和41年）に室内灯の蛍光灯化や放送装置・扇風機の新設といったアコモ改善工事が施工された。これは32系の3000系への更新や54系の車内設備改善が進む中で、陳腐な設備のまま取り残された形となっていた上、更新時期にはまだ間があった同形式と、編成相手であったクハ560 - 562に対して体質改善を施したものであった。同時にモハ5200形ともども痛んでいた外板の張替えが行われ、車体裾まで外板が下ろされて台枠が見えなくなった。

### その他改造
後年の編成長大化に伴って制動応答速度の改善を図るため、制動装置に中継弁および電磁給排弁の追加（ARE電磁自動ブレーキ化）や、保安装置（東武形ATS）の設置が全車を対象に施工されている。また、踏切事故対策として前面腰部を6mm厚の鋼板で補強する工事も平行して施工された。
また、車体塗装は前述優等列車塗装に変更されていた車両を含め、最終的には全車が一般車の標準塗装であるロイヤルベージュとインターナショナルオレンジのツートンカラーで統一された。
なお、これら鋼体化車両各形式は、後述更新時期の関係で、前述53系（モハ5310形・5320形・クハ340形・350形）に編入されたクハ500形を除き、前照灯のシールドビーム2灯化を施工された車両は存在しない。

## 晩年
32系および54系の制御車として広く運用された鋼体化車両各形式であったが、新型車の増備に伴って順次野田線および館林地区のローカル線区へ転属し運用された。
その後、32系各形式の3000系への更新が開始されると、踏切事故で被災大破し休車状態であったクハ550形558が、32系更新第一号として更新対象となった。以降、編成相手となる電動車各形式と同時に更新が進められ、54系の3050系への更新進捗によって、クハ240形は1971年（昭和46年）に、クハ540形は1972年（昭和47年）に、クハ500形・550形は1973年（昭和48年）にそれぞれ更新が完了した。更に53系に編入された各形式も1975年（昭和50年）までに全車5000系（初代・後の3070系）へ更新され、一連の鋼体化車両各形式は全て形式消滅した。

## 車歴

### 第一次鋼体化形
| 形式                | 車番           | 種車           | 竣功年月  | 製造メーカー | 大改番  | 先頭車化 | 更新     | 更新年月   | 備考                     |
| クハ101形 サハ101形 | クハ101（2代） | サハ35         | 1941年5月 | 日車東京     | クハ240 |          | サハ3216 | 1969年3月  | 更新当初の車番はサハ3661 |
| クハ101形 サハ101形 | クハ102（2代） | サハ36         | 1941年5月 | 日車東京     | クハ241 |          | サハ3225 | 1969年8月  | 更新当初の車番はサハ3662 |
| クハ101形 サハ101形 | クハ103（2代） | サハ37         | 1941年5月 | 日車東京     | クハ242 |          | サハ3224 | 1969年4月  | 更新当初の車番はサハ3663 |
| クハ101形 サハ101形 | クハ104        | サハ40         | 1941年5月 | 日車東京     | クハ243 |          | クハ3424 | 1968年4月  | 更新当初の車番はクハ3664 |
| クハ101形 サハ101形 | クハ105        | サハ43         | 1941年5月 | 日車東京     | クハ244 |          | サハ3217 | 1969年3月  | 更新当初の車番はサハ3665 |
| クハ101形 サハ101形 | クハ106        | サハ44         | 1941年5月 | 日車東京     | クハ245 |          | サハ3221 | 1969年3月  | 更新当初の車番はサハ3666 |
| クハ101形 サハ101形 | クハ107        | サハ45         | 1941年5月 | 日車東京     | クハ246 |          | クハ3427 | 1969年2月  | 更新当初の車番はクハ3667 |
| クハ101形 サハ101形 | クハ108        | トク500        | 1943年    | 日車東京     | クハ247 |          | クハ3457 | 1971年7月  |                          |
| クハ101形 サハ101形 | クハ109        | サハ20         | 1943年    | 日車東京     | クハ248 |          | サハ3201 | 1969年2月  | 更新当初の車番はサハ3669 |
| クハ101形 サハ101形 | サハ101        | サハ38         | 1941年5月 | 日車東京     | サハ70  | クハ541  | サハ3230 | 1969年8月  | 更新当初の車番はサハ3668 |
| クハ101形 サハ101形 | サハ102        | サハ39         | 1941年5月 | 日車東京     | サハ71  | クハ542  | サハ3230 | 1969年8月  | 更新当初の車番はサハ3633 |
| クハ101形 サハ101形 | サハ103        | サハ41（初代） | 1943年    | 日車東京     | サハ72  | クハ543  | サハ3211 | 1970年10月 | 更新当初の車番はサハ3647 |
| クハ101形 サハ101形 | サハ104        | サハ42（初代） | 1943年    | 日車東京     | サハ73  | クハ544  | クハ3657 | 1972年7月  |                          |

### 第二次鋼体化形
| 形式      | 車番    | 種車          | 竣功年月   | 製造メーカー | 先頭車化       | 53系編入        | 更新     | 更新年月   | 備考                     |
| サハ80形  | サハ80  | サハ21        | 1949年10月 | 日車東京     | クハ550（2代） |                 | クハ3654 | 1972年4月  |                          |
| サハ80形  | サハ81  | サハ22        | 1949年10月 | 日車東京     | クハ551（2代） |                 | クハ3656 | 1972年6月  |                          |
| サハ80形  | サハ82  | サハ23        | 1949年10月 | 日車東京     | クハ552（2代） |                 | サハ3259 | 1973年6月  |                          |
| サハ80形  | サハ83  | サハ24        | 1949年10月 | 汽車製造     | クハ553（2代） |                 | クハ3658 | 1972年8月  |                          |
| サハ80形  | サハ84  | サハ25        | 1949年10月 | 汽車製造     | クハ554（2代） |                 | サハ3257 | 1973年4月  |                          |
| サハ80形  | サハ85  | サハ26        | 1949年10月 | 汽車製造     | クハ555（2代） |                 | サハ3255 | 1973年2月  |                          |
| サハ80形  | サハ86  | サハ28        | 1949年10月 | 汽車製造     | クハ563        |                 | クハ3455 | 1971年6月  |                          |
| サハ80形  | サハ87  | サハ30        | 1949年10月 | 汽車製造     | クハ564        |                 | サハ3219 | 1970年1月  | 更新当初の車番はサハ3635 |
| サハ80形  | サハ88  | サハ31        | 1950年     | 日車東京     | クハ565        |                 | サハ3204 | 1970年6月  | 更新当初の車番はサハ3672 |
| サハ80形  | サハ89  | サハ32        | 1950年     | 日車東京     | クハ556        |                 | サハ3253 | 1972年11月 |                          |
| サハ80形  | サハ90  | サハ33        | 1950年     | 日車東京     | クハ569        |                 | サハ3206 | 1970年2月  | 更新当初の車番はサハ3638 |
| サハ80形  | サハ91  | サハ34        | 1950年     | 日車東京     | クハ568        |                 | サハ3203 | 1970年3月  | 更新当初の車番はサハ3637 |
| サハ80形  | サハ92  | サハ41（2代） | 1950年     | 日車東京     | クハ567        |                 | サハ3228 | 1969年11月 | 更新当初の車番はサハ3636 |
| サハ80形  | サハ93  | サハ42（2代） | 1950年     | 日車東京     | クハ566        |                 | サハ3215 | 1970年6月  | 更新当初の車番はサハ3681 |
| サハ80形  | サハ94  | サハ51        | 1950年     | 日車東京     | クハ562        |                 | クハ3660 | 1973年9月  |                          |
| サハ80形  | サハ95  | サハ52        | 1950年     | 汽車製造     | クハ561        |                 | サハ3260 | 1973年8月  |                          |
| サハ80形  | サハ96  | サハ61        | 1950年     | 汽車製造     | クハ560        |                 | クハ3460 | 1971年12月 |                          |
| サハ80形  | サハ97  | サハ63        | 1950年     | 汽車製造     | クハ559        |                 | サハ3218 | 1969年11月 | 更新当初の車番はサハ3634 |
| サハ80形  | サハ98  | サハ206       | 1950年     | 汽車製造     | クハ558        |                 | クハ3401 | 1965年1月  | 更新当初の車番はクハ3670 |
| サハ80形  | サハ99  | サハ1301      | 1950年     | 汽車製造     | クハ557        |                 | サハ3202 | 1970年12月 | 更新当初の車番はサハ3648 |
| クハ500形 | クハ500 | サハ1         | 1950年6月  | 汽車製造     |                |                 | クハ3655 | 1972年5月  |                          |
| クハ500形 | クハ501 | サハ2         | 1950年6月  | 汽車製造     |                |                 | サハ3256 | 1973年3月  |                          |
| クハ500形 | クハ502 | サハ3         | 1950年6月  | 汽車製造     |                |                 | サハ3254 | 1973年1月  |                          |
| クハ500形 | クハ503 | サハ4         | 1950年6月  | 汽車製造     |                |                 | クハ3659 | 1972年9月  |                          |
| クハ500形 | クハ504 | サハ5         | 1950年6月  | 汽車製造     |                |                 | サハ3252 | 1972年11月 |                          |
| クハ500形 | クハ505 | サハ6         | 1950年5月  | 汽車製造     |                | クハ348         | サハ5202 | 1974年11月 |                          |
| クハ500形 | クハ506 | サハ7         | 1950年5月  | 汽車製造     |                | クハ346         | クハ5401 | 1974年6月  |                          |
| クハ500形 | クハ507 | サハ8         | 1950年7月  | 宇都宮       |                | クハ347         | クハ5604 | 1974年4月  |                          |
| クハ500形 | クハ508 | サハ9         | 1950年7月  | 宇都宮       |                | クハ355         | サハ5203 | 1974年9月  |                          |
| クハ500形 | クハ509 | サハ11        | 1950年7月  | 宇都宮       |                | クハ356         | クハ5403 | 1974年8月  |                          |
| クハ500形 | クハ510 | サハ12        | 1950年5月  | 日車東京     |                | モハ5317        | モハ5301 | 1974年10月 |                          |
| クハ500形 | クハ511 | サハ13        | 1950年5月  | 日車東京     |                | モハ5318        | モハ5302 | 1974年11月 |                          |
| クハ500形 | クハ512 | サハ14        | 1950年5月  | 日車東京     |                | モハ5319        | モハ5103 | 1974年8月  |                          |
| クハ500形 | クハ513 | サハ15        | 1950年5月  | 日車東京     |                | クハ349         | サハ5201 | 1974年10月 |                          |
| クハ500形 | クハ514 | サハ16        | 1950年5月  | 日車東京     |                | モハ5324（2代） | モハ5303 | 1974年9月  |                          |
| クハ500形 | クハ515 | サハ17        | 1950年5月  | 日車東京     |                |                 | クハ3651 | 1972年1月  |                          |
| クハ500形 | クハ516 | サハ18        | 1950年5月  | 日車東京     |                |                 | クハ3653 | 1972年3月  |                          |
| クハ500形 | クハ517 | サハ19        | 1950年5月  | 日車東京     |                |                 | クハ3652 | 1972年2月  |                          |
| クハ500形 | クハ518 | ナロハ21729   | 1950年7月  | 日車東京     |                | クハ344         | サハ5206 | 1975年3月  |                          |
| クハ500形 | クハ519 | ナハ22011     | 1950年7月  | 日車東京     |                | クハ345         | クハ5406 | 1975年2月  |                          |
| クハ500形 | クハ520 | ナハ12523     | 1950年7月  | 日車東京     |                | クハ342         | クハ5603 | 1974年3月  |                          |
| クハ500形 | クハ521 | ナハ12635     | 1950年7月  | 日車東京     |                | クハ343         | クハ5402 | 1974年7月  |                          |
| クハ500形 | クハ522 | （新製名義）  | 1951年3月  | 汽車製造     |                | クハ340         | クハ5602 | 1974年2月  |                          |
| クハ500形 | クハ523 | （新製名義）  | 1951年3月  | 汽車製造     |                | クハ341         | クハ5601 | 1974年1月  |                          |

更新後5000番台（5000系・初代）を称した車両は、1979年（昭和54年）4月1日付で3070番台（3070系）へ一斉改番。